# Malicorne (Allier)
Malicorne je francouzská obec v departementu Allier v regionu Auvergne. V roce 2011 zde žilo 828 obyvatel.

## Sousední obce
Colombier, Commentry, Doyet, Hyds, Chamblet, Montvicq, Néris-les-Bains

## Vývoj počtu obyvatel
Počet obyvatel 